# Liancourt
Liancourt é uma comuna francesa na região administrativa de Altos da França, no departamento de Oise. Estende-se por uma área de 4.75 km². Em 2010 a comuna tinha 7 014 habitantes (densidade: 1 476,6 hab./km²).